# Trans-sur-Erdre
Trans-sur-Erdre (bretonisch: Treant-an-Erzh; Gallo: Trant) ist eine französische Gemeinde mit 1.124 Einwohnern (Stand: 1. Januar 2022) im Département Loire-Atlantique in der Region Pays de la Loire. Sie gehört zum Arrondissement Châteaubriant-Ancenis und zum Kanton Nort-sur-Erdre. Die Einwohner werden Transéens genannt.

## Geografie
Die Gemeinde Trans-sur-Erdre liegt etwa 30 Kilometer nordnordöstlich von Nantes an der Erdre, die im Norden des Gemeindegebietes verläuft und ihren Zuflüssen Vallée im Norden und Montagné im Süden. Umgeben wird Trans-sur-Erdre von den Nachbargemeinden Joué-sur-Erdre im Westen und Norden, Riaillé im Norden und Nordosten, Teillé im Osten und Südosten, Mouzeil im Südosten und Süden sowie Les Touches im Westen und Südwesten.

## Bevölkerungsentwicklung
| Jahr                       | 1962 | 1968 | 1975 | 1982 | 1990 | 1999 | 2006 | 2015 | 2022 |
| Einwohner                  | 760  | 710  | 706  | 652  | 666  | 680  | 828  | 1046 | 1124 |
| Quellen: Cassini und INSEE |      |      |      |      |      |      |      |      |      |

## Sehenswürdigkeiten
- Kirche Saint-Pierre-aux-Liens-et-Saint-Mandé
- Brücke von Le Theil über die Erdre

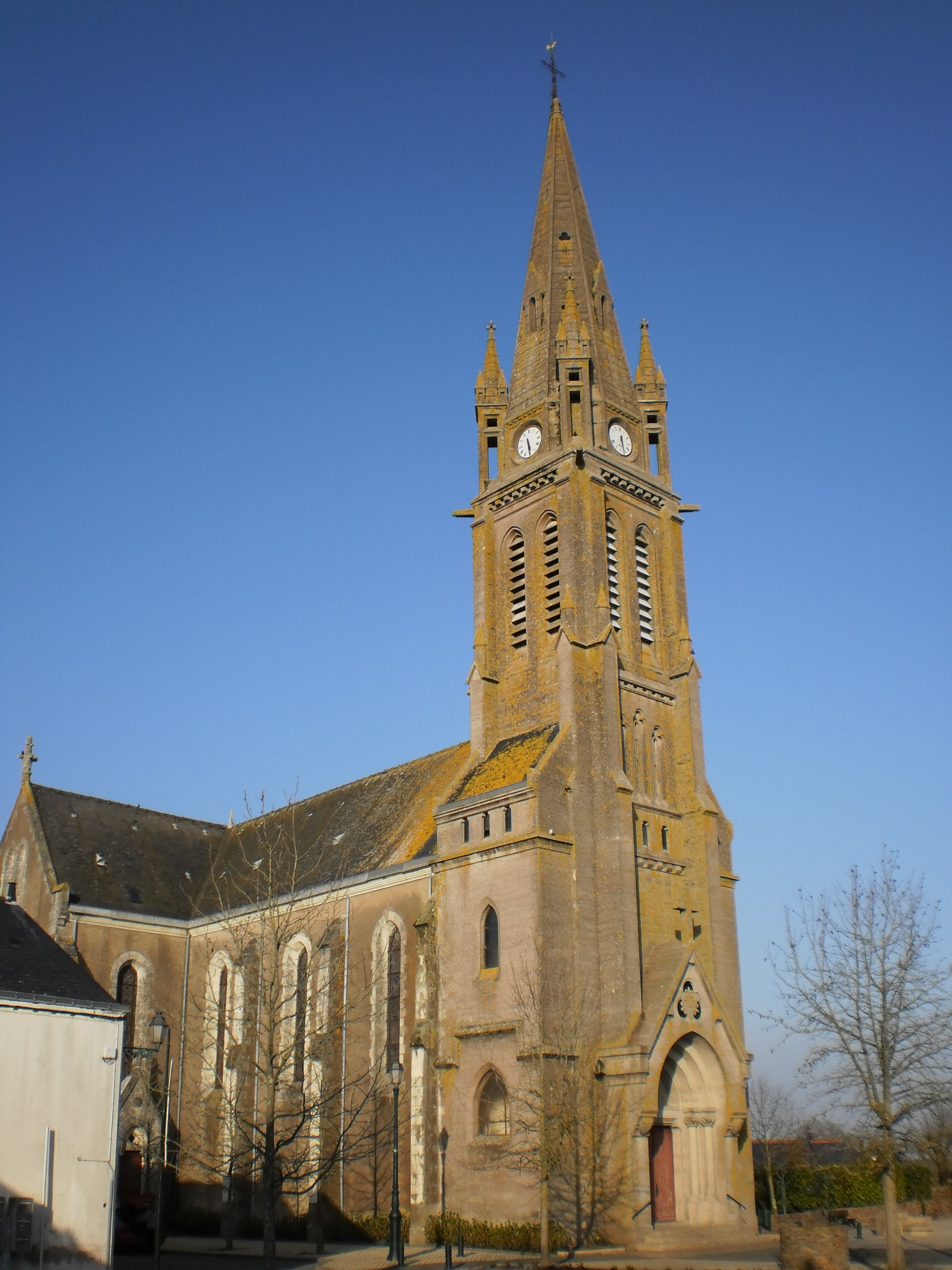
Kirche Saint-Pierre-aux-Liens-et-Saint-Mandé
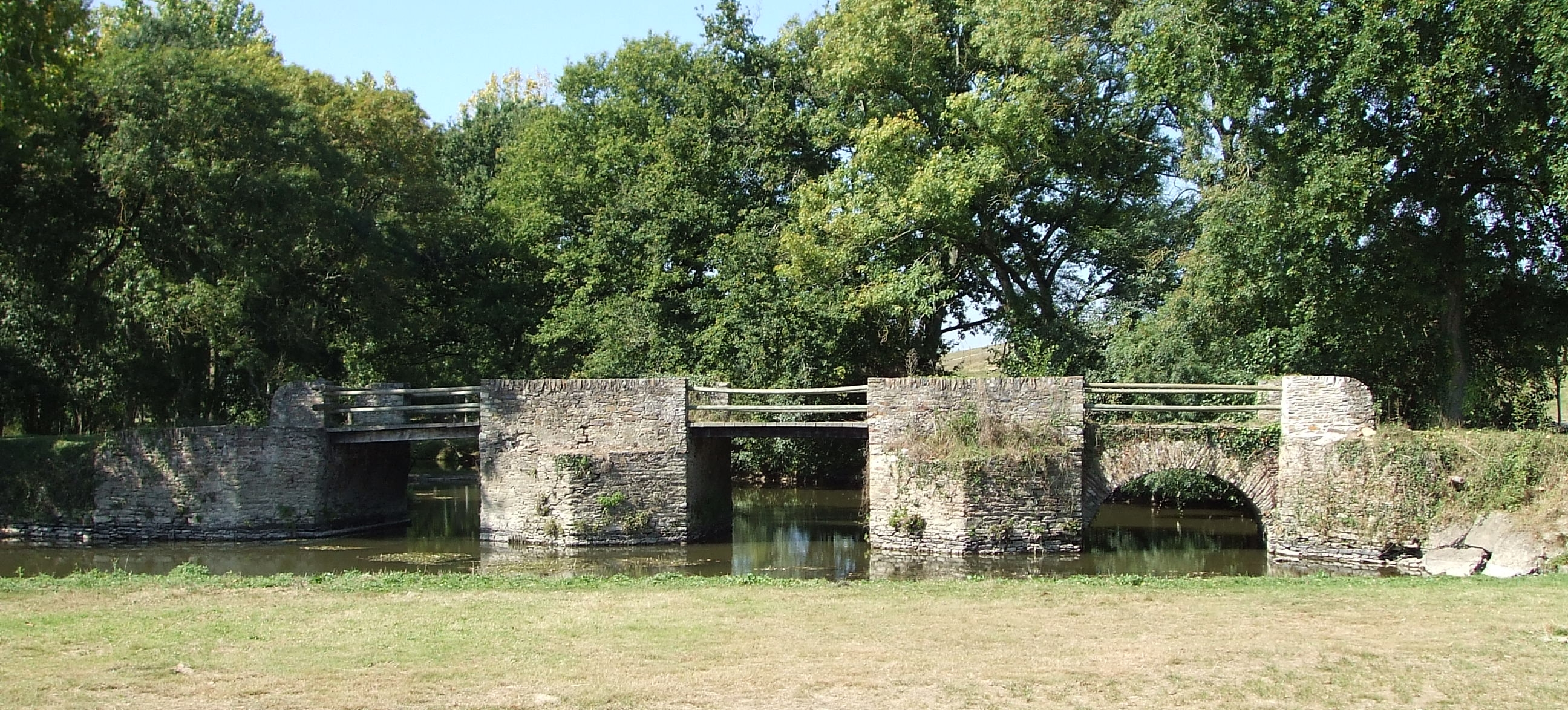
Brücke von Le Theil
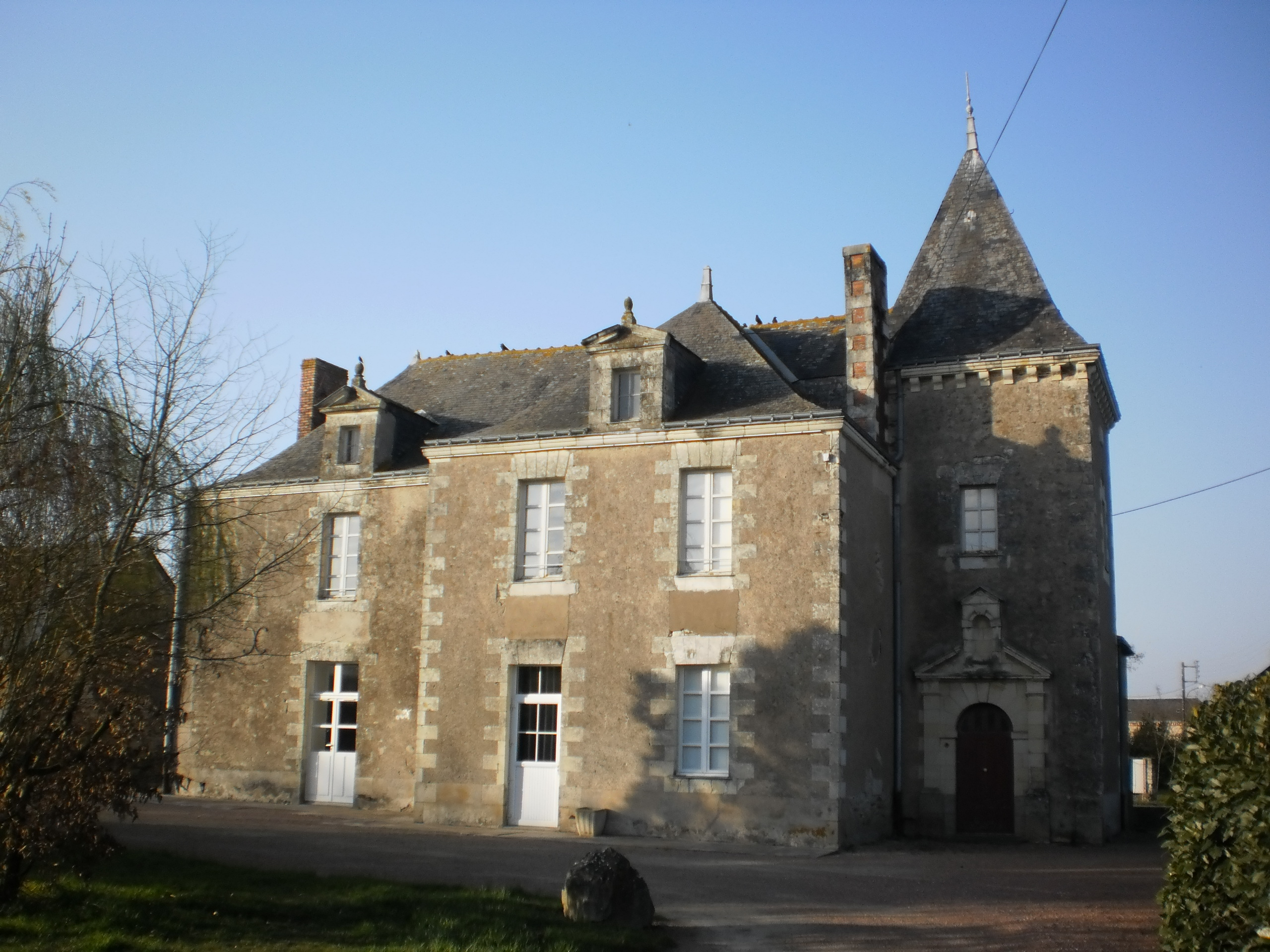
Herrenhaus
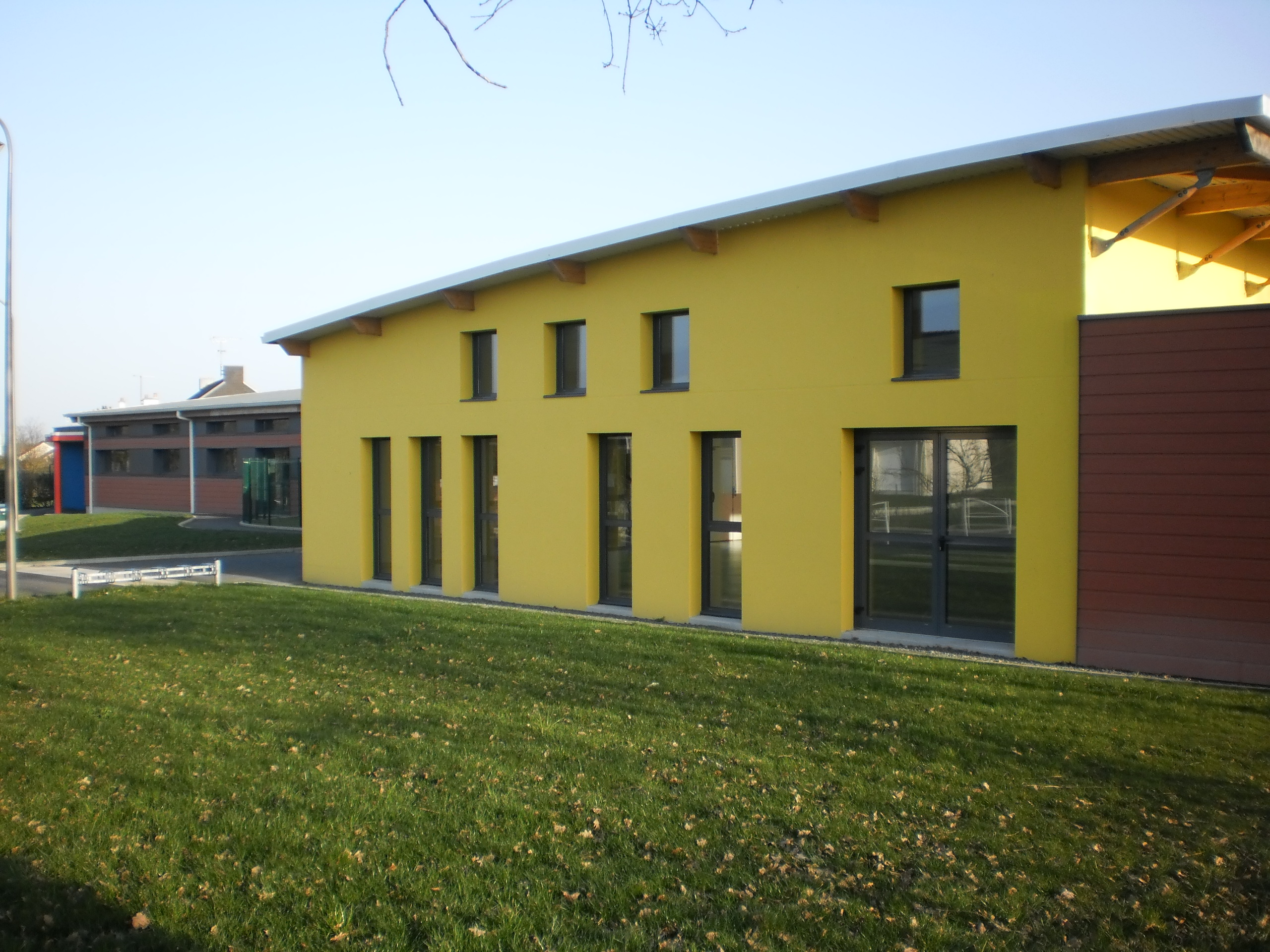
Schule